# Чернохребетная
Чернохребе́тная — река, протекающая в Красноярском крае России. Длина реки составляет 96 км, площадь водосборного бассейна — 1130 км². 
Исток реки находится в горах Бырранга на востоке полуострова Таймыр на высоте более 400 м над уровнем моря. В верховьях течёт преимущественно в южном направлении по горной тундре, затем, обогнув с северо-востока Чернохребетную возвышенность, поворачивает на юго-восток, выходит на заболоченную равнину, русло реки расширяется до 50 м. Впадает с северо-запада в лагуну Илистую моря Лаптевых на юге берега Прончищева в 30 км к юго-западу от устья реки Прончищева и в 44 км к северо-востоку от устья реки Журавлёва. Ширина перед устьем — 25 м при глубине 0,9 м; скорость течения в низовьях составляет 0,6 м/с. Населённые пункты на реке отсутствуют. 

## Основные притоки
Указаны поименованные притоки длиной 20 км и более
| Название        | Расстояние от устья | Длина | Положение |
| --------------- | ------------------- | ----- | --------- |
| Останцовая      | 31                  | 24    | правый    |
| Ручейный        | 34                  | 22    | левый     |
| Междуречный     | 45                  | 20    | левый     |
| Лётчика Павлова | 62                  | 38    | правый    |

## Данные водного реестра
По данным государственного водного реестра России и геоинформационной системы водохозяйственного районирования территории РФ, подготовленной Федеральным агентством водных ресурсов:
- Бассейновый округ — Енисейский
- Речной бассейн — Хатанга
- Речной подбассейн — Хатанга от слияния Хеты и Котуя до устья
- Водохозяйственный участок — Реки бассейна моря Лаптевых от мыса Прончищева до границы между Таймырским Долгано-Ненецким районом Красноярского края и Республикой Саха (Якутия) без реки Хатанги
- Код водного объекта — 17040400212117600003434